# Élections législatives de 1993 en Charente
Les élections législatives françaises de 1993 se déroulent les 21 et 28 mars 1993. Dans le département de la Charente, quatre députés sont à élire dans le cadre de quatre circonscriptions.

## Élus
| Circonscription | Député sortant      | Parti        | Parti        | Député élu ou réélu                  | Parti | Parti     |
| --------------- | ------------------- | ------------ | ------------ | ------------------------------------ | ----- | --------- |
| 1re             | Georges Chavanes    |              | UDF (CDS)    | Georges Chavanes                     |       | UDF (CDS) |
| 2e              | Pierre-Rémy Houssin |              | RPR          | Pierre-Rémy Houssin                  |       | RPR       |
| 3e              | Jérôme Lambert      |              | PS           | Henri Panon Desbassayns de Richemont |       | RPR       |
| 4e              | Siège vacant        | Siège vacant | Siège vacant | Jean-Claude Beauchaud                |       | PS        |

## Positionnement des partis
Les candidats d'alliance RPR-UDF et divers droite se présentent sous la bannière de l'Union pour la France et ceux du Parti socialiste derrière l'Alliance des Français pour le Progrès. Par ailleurs, Les Verts et Génération écologie s'unissent sous l'étiquette Entente des écologistes.

## Résultats

### Résultats à l'échelle du département
| Parti          | Parti                                       | Premier tour | Premier tour | Second tour | Second tour | Sièges |
| Parti          | Parti                                       | Voix         | %            | Voix        | %           | Sièges |
| -------------- | ------------------------------------------- | ------------ | ------------ | ----------- | ----------- | ------ |
|                | Rassemblement pour la République            | 41 013       | 25,78        | 65 921      | 41,04       | 2      |
|                | Union pour la démocratie française          | 29 151       | 18,32        | 22 180      | 13,81       | 1      |
|                | Divers droite                               | 8 110        | 5,10         |             |             | 0      |
|                | Centre national des indépendants et paysans | 522          | 0,33         | 0           |             |        |
|                | Union pour la France                        | 78 796       | 49,52        | 88 101      | 54,85       | 3      |
|                |                                             |              |              |             |             |        |
|                | Parti socialiste                            | 32 588       | 20,48        | 72 518      | 45,15       | 1      |
|                | Alliance des Français pour le progrès       | 32 588       | 20,48        | 72 518      | 45,15       | 1      |
|                |                                             |              |              |             |             |        |
|                | Les Verts                                   | 6 438        | 4,05         |             |             | 0      |
|                | Génération écologie                         | 4 230        | 2,66         | 0           |             |        |
|                | Entente des écologistes                     | 10 668       | 6,70         |             |             | 0      |
|                |                                             |              |              |             |             |        |
|                | Front national                              | 12 726       | 8,00         |             |             | 0      |
|                | Parti communiste français                   | 12 496       | 7,85         | 0           |             |        |
|                | Extrême gauche dont LCR, LO, PT et SÉGA     | 7 120        | 4,47         | 0           |             |        |
|                | Divers écologiste dont LT-LNÉ               | 4 714        | 2,96         | 0           |             |        |
|                |                                             |              |              |             |             |        |
| Inscrits       | Inscrits                                    | 253 371      | 100,00       | 253 348     | 100,00      | 4      |
| Abstentions    | Abstentions                                 | 81 579       | 32,2         | 79 253      | 31,28       |        |
| Votants        | Votants                                     | 171 792      | 67,8         | 174 095     | 68,72       |        |
| Blancs et nuls | Blancs et nuls                              | 12 684       | 7,38         | 13 476      | 7,74        |        |
| Exprimés       | Exprimés                                    | 159 108      | 92,62        | 160 619     | 92,26       |        |

### Résultats par circonscription

#### Première circonscription (Angoulême)
| Candidat       | Candidat                       | Parti          | Premier tour | Premier tour | Second tour | Second tour |  |
| Candidat       | Candidat                       | Parti          | Voix         | %            | Voix        | %           |  |
| -------------- | ------------------------------ | -------------- | ------------ | ------------ | ----------- | ----------- |  |
|                | Georges Chavanes sortant réélu | UDF (CDS)      | 17 711       | 47,17        | 22 180      | 59,81       |  |
|                | Bernard Desbordes              | PS (ADFP)      | 6 626        | 17,65        | 14 901      | 40,19       |  |
|                | Alain Leroy                    | FN             | 3 521        | 9,38         |             |             |  |
|                | Jean Revéreault                | Les Verts (EÉ) | 3 245        | 8,64         |             |             |  |
|                | Maryse Dumeix                  | PCF            | 2 767        | 7,37         |             |             |  |
|                | Véronique Germain              | LT-LNÉ         | 1 538        | 4,1          |             |             |  |
|                | Michel Deboeuf                 | LCR            | 1 136        | 3,03         |             |             |  |
|                | Patrick Renzi                  | diss. RPR      | 1 001        | 2,67         |             |             |  |
|                |                                |                |              |              |             |             |  |
| Inscrits       | Inscrits                       | Inscrits       | 61 418       | 100,00       | 61 404      | 100,00      |  |
| Abstentions    | Abstentions                    | Abstentions    | 20 952       | 34,11        | 21 174      | 34,48       |  |
| Votants        | Votants                        | Votants        | 40 466       | 65,89        | 40 230      | 65,52       |  |
| Blancs et nuls | Blancs et nuls                 | Blancs et nuls | 2 921        | 7,22         | 3 149       | 7,83        |  |
| Exprimés       | Exprimés                       | Exprimés       | 37 545       | 92,78        | 37 081      | 92,17       |  |

#### Deuxième  circonscription (Cognac)
| Candidat       | Candidat                          | Parti          | Premier tour | Premier tour | Second tour | Second tour |  |
| Candidat       | Candidat                          | Parti          | Voix         | %            | Voix        | %           |  |
| -------------- | --------------------------------- | -------------- | ------------ | ------------ | ----------- | ----------- |  |
|                | Pierre-Rémy Houssin sortant réélu | RPR (UPF)      | 18 411       | 48,94        | 22 587      | 61,9        |  |
|                | Jean-Claude Fayemendie            | PS (ADFP)      | 6 309        | 16,77        | 13 902      | 38,1        |  |
|                | Jean-Xavier Dupuis                | FN             | 2 920        | 7,76         |             |             |  |
|                | Simone Fayaud                     | PCF            | 2 501        | 6,65         |             |             |  |
|                | Bruno Asseray                     | Divers droite  | 2 311        | 6,14         |             |             |  |
|                | Marie-Claude Lorriaux             | GÉ (EÉ)        | 2 186        | 5,81         |             |             |  |
|                | Aline Héraud                      | LT-LNÉ         | 1 054        | 2,8          |             |             |  |
|                | Patrick Loiseau                   | PT             | 1 016        | 2,7          |             |             |  |
|                | Francis Georgel                   | UÉD            | 908          | 2,41         |             |             |  |
|                |                                   |                |              |              |             |             |  |
| Inscrits       | Inscrits                          | Inscrits       | 60 676       | 100,00       | 60 675      | 100,00      |  |
| Abstentions    | Abstentions                       | Abstentions    | 20 374       | 33,58        | 21 284      | 35,08       |  |
| Votants        | Votants                           | Votants        | 40 302       | 66,42        | 39 391      | 64,92       |  |
| Blancs et nuls | Blancs et nuls                    | Blancs et nuls | 2 686        | 6,66         | 2 902       | 7,37        |  |
| Exprimés       | Exprimés                          | Exprimés       | 37 616       | 93,34        | 36 489      | 92,63       |  |

#### Troisième circonscription (Confolens)
| Candidat       | Candidat                                 | Parti          | Premier tour | Premier tour | Second tour | Second tour |  |
| Candidat       | Candidat                                 | Parti          | Voix         | %            | Voix        | %           |  |
| -------------- | ---------------------------------------- | -------------- | ------------ | ------------ | ----------- | ----------- |  |
|                | Henri Panon Desbassayns de Richemont élu | RPR            | 13 262       | 28,69        | 24 497      | 50,51       |  |
|                | Jérôme Lambert sortant                   | PS (ADFP)      | 11 600       | 25,1         | 23 999      | 49,49       |  |
|                | Michel Harmand                           | UDF (AD)       | 8 007        | 17,32        |             |             |  |
|                | Gilles Raynaud                           | PCF            | 4 362        | 9,44         |             |             |  |
|                | Michel Tessier                           | FN             | 3 451        | 7,47         |             |             |  |
|                | Yves Manguy                              | Les Verts (EÉ) | 3 193        | 6,91         |             |             |  |
|                | Serge Desherces                          | SÉGA           | 2 348        | 5,08         |             |             |  |
|                | Francine Taddei                          | Divers         | 0            | 0            |             |             |  |
|                |                                          |                |              |              |             |             |  |
| Inscrits       | Inscrits                                 | Inscrits       | 70 666       | 100,00       | 70 658      | 100,00      |  |
| Abstentions    | Abstentions                              | Abstentions    | 20 642       | 29,21        | 18 370      | 26          |  |
| Votants        | Votants                                  | Votants        | 50 024       | 70,79        | 52 288      | 74          |  |
| Blancs et nuls | Blancs et nuls                           | Blancs et nuls | 3 801        | 7,6          | 3 792       | 7,25        |  |
| Exprimés       | Exprimés                                 | Exprimés       | 46 223       | 92,4         | 48 496      | 92,75       |  |

#### Quatrième circonscription (Angoulême-Nord)
| Candidat       | Candidat                  | Parti          | Premier tour | Premier tour | Second tour | Second tour |  |
| Candidat       | Candidat                  | Parti          | Voix         | %            | Voix        | %           |  |
| -------------- | ------------------------- | -------------- | ------------ | ------------ | ----------- | ----------- |  |
|                | Bernard Vergès            | RPR            | 9 340        | 24,76        | 18 837      | 48,86       |  |
|                | Jean-Claude Beauchaud élu | PS (ADFP)      | 8 053        | 21,35        | 19 716      | 51,14       |  |
|                | Jean Mardikian            | UDF (CDS)      | 3 433        | 9,1          |             |             |  |
|                | Robert Lafleuriel         | PCF            | 2 866        | 7,6          |             |             |  |
|                | Michel Boulanger          | FN             | 2 834        | 7,51         |             |             |  |
|                | Alain Schmit              | Divers droite  | 2 337        | 6,19         |             |             |  |
|                | Pierre Debien             | GÉ (EÉ)        | 2 044        | 5,42         |             |             |  |
|                | Jacques Persyn            | SÉGA           | 1 876        | 4,97         |             |             |  |
|                | Marcel Dominici           | Divers droite  | 1 315        | 3,49         |             |             |  |
|                | Jean-Luc Godet            | LT-LNÉ         | 1 214        | 3,22         |             |             |  |
|                | Michel Bouron             | Divers droite  | 1 146        | 3,04         |             |             |  |
|                | Jean-Pierre Courtois      | LO             | 744          | 1,97         |             |             |  |
|                | Alain Chailloux           | CNIP           | 522          | 1,38         |             |             |  |
|                |                           |                |              |              |             |             |  |
| Inscrits       | Inscrits                  | Inscrits       | 60 611       | 100,00       | 60 611      | 100,00      |  |
| Abstentions    | Abstentions               | Abstentions    | 19 611       | 32,36        | 18 425      | 30,4        |  |
| Votants        | Votants                   | Votants        | 41 000       | 67,64        | 42 186      | 69,6        |  |
| Blancs et nuls | Blancs et nuls            | Blancs et nuls | 3 276        | 7,99         | 3 633       | 8,61        |  |
| Exprimés       | Exprimés                  | Exprimés       | 37 724       | 92,01        | 38 553      | 91,39       |  |